# Jan Burssens

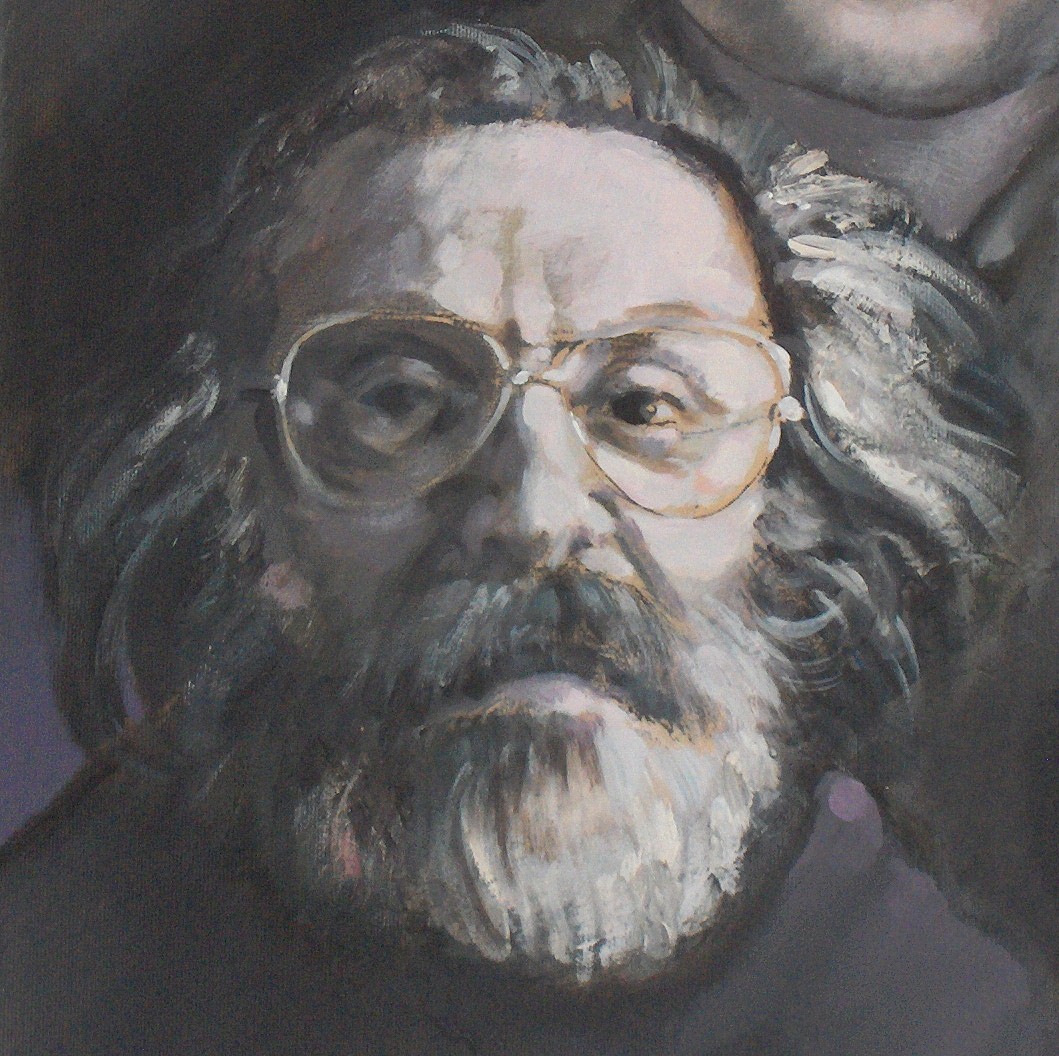
Jan Burssens

 Jan Burssens  (* 27. Juni 1925 in Mechelen, Belgien; † 11. Januar 2002 in Nevele, Belgien) war ein belgischer (flämischer) Maler.
Jan Burssens gehört zu den wichtigsten belgischen existentialistischen, abstrakten Malern.
Jan Burssens war einer der ersten Künstler, der sich nach dem Zweiten Weltkrieg mit der Technik des Drip Painting (einer Form des Action Painting) in Belgien auseinandersetzte.
Seine Kunst zeigte sich vom Existentialismus des Jean-Paul Sartre und von der abstrakten Malweise des Jackson Pollock einerseits und den surrealistisch-körperlosen Bildern von Francis Bacon andererseits beeinflusst.
Burssens studierte nur ein Jahr an der Akademie von Gent und blieb im Wesentlichen Autodidakt.
Von 1951 bis 1954 Mitglied bei "La Jeune Peinture Belge" (oder: "Jonge Belgische Schilderkunst"). Im Jahr 1952 war er Gründungsmitglied der belgischen Künstlergruppe Art Abstrait. Im Jahr 1959 war Burssens Teilnehmer der documenta 2 in Kassel.
Jan Burssens starb am 11. Januar 2002 im belgischen Nevele.